# Леос Каракс
Лео́с Кара́кс, также Ле́о Кара́кс (фр. Leos Carax, настоящее имя — А́лекс Кри́стоф Дюпо́н, Alex Christophe Dupont, род. 22 ноября 1960 года, Сюрен, Иль-де-Франс, Франция) — французский кинорежиссёр, сценарист и актёр. Трёхкратный участник основного конкурса Каннского кинофестиваля (1999, 2012, 2021), призёр Берлинского кинофестиваля (1987), двукратный номинант премии «Сезар» (1985, 2013), лауреат почётного «Золотого леопарда» Кинофестиваля в Локарно (2012).

## Биография
Алекс Дюпон родился 22 ноября 1960 года в парижском пригороде Сюрен в семье француза и американки. Выбранный им псевдоним Леос Каракс является анаграммой, составленной из слов Алекс и Оскар, и соединяет настоящее имя режиссёра и «символ фабрики грёз». В шестнадцать лет Каракс бросил школу и переселился в Париж, где посещал Французскую синематеку и слушал лекции о кино в Университете Париж III Новая Сорбонна. Написал несколько статей для Cahiers du cinéma. В кино дебютировал двумя короткометражными лентами — «La fille rêvée» (1977) и «Strangulation Blues» (1980).
По собственному признанию Каракса, снимать и изучать кино он начал почти одновременно — лет в шестнадцать-семнадцать. В юности он серьёзно увлекался немыми лентами, познакомился с творчеством российских и американских режиссёров 1920—1930-х годов, которые оказались ему «ближе всего», и с кинематографом французской «Новой волны», который «сильно на него повлиял». Однако уже к двадцати пяти годам Каракс прекратил смотреть фильмы, поскольку «не находил в кино ничего нового для себя».
Первой полнометражной картиной Каракса стал фильм «Парень встречает девушку» (1984), в котором снялась его девушка Мирей Перье. На роль главного героя Каракс пригласил безработного в ту пору актёра Дени Лавана, своего ровесника, который стал альтер эго режиссёра. В оставшихся двух частях «трилогии об Алексе» — фильмах «Дурная кровь» (1986) и «Любовники с Нового моста» (1991) роль главной героини досталась новой музе Каракса Жюльет Бинош, роман с которой закончился вскоре после окончания съёмок «Любовников».
Следующей музой Каракса стала актриса Катерина Голубева. Она сыграла главную роль в его драме «Пола Икс» (1999), снятой по мотивам книги Германа Мелвила «Пьер, или Двусмысленности». После этой кинокартины в творчестве Каракса возникла многолетняя пауза. В интервью, взятом во время затянувшегося простоя, он говорил, что «не считает себя ни режиссёром, ни
кинематографистом», и что «в душе» он «несостоявшийся певец, композитор, рок-звезда, как Дэвид Боуи».
Иногда Каракс выступает в качестве актёра в фильмах других режиссёров. В частности, он появился на экране в «Короле Лире» Годара (данной ролью он «очень гордился, потому что восхищался этим режиссёром») и в «Мистере Одиночество» Корина, а также в картине «977» российского постановщика Николая Хомерики.

## Общественная позиция
В 2000 году опубликовал критическое открытое письмо в адрес режиссёров Александра Сокурова и Алексея Германа, ранее подписавших другое открытое письмо с поддержкой политики недавно избранного президента РФ Владимир Путина в Чечне.

## Фильмография
| Режиссёр и сценарист - 1980 — Strangulation Blues (короткометражный) - 1984 — Парень встречает девушку / Boy Meets Girl - 1986 — Дурная кровь / Mauvais Sang - 1991 — Любовники с Нового моста / Les amants du Pont-Neuf - 1997 — Без названия / Sans Titre (короткометражный) - 1999 — Пола Икс / Pola X - 2008 — Токио! / Tokyo! (сегмент «Дерьмо» / Merde) - 2012 — Корпорация «Святые моторы» / Holy Motors - 2014 — Градива / Gradiva (короткометражный) - 2021 — Аннетт / Annette - 2024 — Это не я / C’est pas moi | Актёр - 1987 — Король Лир / King Lear — Эдгар - 1997 — Дом / A casa - 2004 — Процесс / Process - 2006 — 977 — техник - 2007 — Мистер Одиночество / Mister Lonely — Ренар - 2012 — Корпорация «Святые моторы» / Holy Motors — спящий мужчина - 2021 — Аннетт / Annette — в роли самого себя - 2024 — Это не я / C’est pas moi |